# Bernhard von Minden
Bernhard (auch Bernardus) († frühestens 6. September 914) war von 905 bis zum 6. September 914 Bischof von Minden.
Wie sein Vorgänger musste er sich im Bistum der andauernden Ungarneinfälle erwehren.